# Estádio Regional de Cambará
O Estádio Regional Vicente de Camargo (antigo Estádio Regional de Cambará), é um estádio de futebol localizado no município de Cambará, no Estado do Paraná. Sua capacidade é para vinte mil pessoas, cuja propriedade atual é da TOM.

## História
No início da década de 1980, empolgados com o sucesso do time da Sociedade Esportiva Matsubara (que disputava seus jogos no acanhado "campo do Operário"), a TOM (Torcida Organizada do Matsubara) resolveu mobilizar a comunidade cambaraense para construir um estádio, que trouxesse mais conforto e pudesse receber um número maior de pessoas para acompanhar o time da cidade. Através desta ideia conseguiram arrecadar fundos, doações de materiais e até mesmo mão de obra para construir o estádio.
Na primeira etapa da construção deste estádio, foram erguidas as arquibancadas cobertas, cabines de rádio e TV, banheiros e espaço para dois bares em uma das laterais do gramado. Na outra lateral construíram arquibancadas descobertas, banheiros e o espaço para um bar. Foram construídos cinco vestiários, sendo dois para os jogos principais, outros dois para uso nos jogos preliminares e um para os árbitros.
No Campeonato Paranaense de 1993, o Matsubara fez uma grande campanha, classificando-se para o quadrangular final.[carece de fontes?] Entretanto, não podia mandar seus jogos finais em Cambará, pois o regulamento da competição previa que a capacidade os estádios da fase final tinham de ser, no mínimo, para 20 mil pessoas (na ocasião o estádio cambaraense comportava 12 mil espectadores). Desta maneira, a equipe mandou as suas partidas no Estádio Willie Davids, localizado em Maringá.
Com base no ocorrido em 1993, a diretoria da TOM convocou novamente os torcedores da cidade para realizar a sua ampliação, visando os 20 mil lugares. Construíram novas arquibancadas descobertas, unindo as duas laterais através dos gols de fundo do estádio.

## Situação
Na década de 1990, o estádio recebeu importantes partidas válidas pelos campeonatos estadual (primeira divisão) e nacional (terceira divisão, a atual Série C, de 1992). Alguns jogadores e treinadores famosos já estiveram nele, como o meia Alex do Fenerbahçe, Ozéias, Paulo Rink, Rafael Camarota, Abel Braga e Levir Culpi.
Devido a um impasse quanto a manutenção do estádio, entre a TOM e a Sociedade Esportiva Matsubara, o local não recebe mais jogos oficiais desde que o time de futebol mudou-se para Santo Antônio da Platina (para a disputa da terceira divisão estadual de 2009). Antes disto, a equipe do Matsubara já havia mandado suas partidas na cidade de Londrina nas temporadas de 1995 e 1996, cujo retorno em 1997 obteve pouco impacto como resultado. Embora tenha sido estudada a volta da equipe para este estádio (visando a disputa da terceira divisão estadual na temporada 2011), a ação acabou não se realizando. Durante alguns anos, esta praça esportiva tem sido usada somente em amistosos da seleção cambaraense ou para a realização de eventos esportivos da cidade.

### Atualidade
Sem receber partidas oficiais desde o licenciamento oficial do Matsubara, em 2012, o estádio tem boas condições de manutenção (em ações provenientes da TOM). Contudo, a realização de eventos com caráter esportivo tem sido algo raro.
Em meados de 2012, o palco do futebol cambaraense chegou a servir como local de pastagem. No ano de 2015, este estádio passou por uma remodelação.

## Ligação externa
- Site oficial da Federação Paranaense de Futebol - FPF
- Rede social oficial da Sociedade Esportiva Matsubara
- Site Matsubara - The Art of Soccer, salva em Wayback Machine